# Tetétlen
Tetétlen is een plaats (község) en gemeente in het Hongaarse comitaat Hajdú-Bihar. Tetétlen telt 1455 inwoners (2001).